# Керолайн Біллінгем
Керолайн Біллінгем (англ. Керолайн Біллінгем; нар. 12 липня 1967) — колишня британська тенісистка.
Найвищу одиночну позицію світового рейтингу — 359 місце досягла 9 листопада 1992, парну — 237 місце — 20 листопада 1989 року.

## Фінали ITF
| Турніри $25,000 |
| Турніри $10,000 |

### Парний розряд (4–5)
| Результат | Ранг | Дата              | Турнір                        | Покриття | Партнерка               | Суперниці                            | Рахунок       |
| --------- | ---- | ----------------- | ----------------------------- | -------- | ----------------------- | ------------------------------------ | ------------- |
| Поразка   | 1.   | 11 січня 1988     | Мулен (Альє), Франція         | Ґрунт    | Анн Сімпкін             | Карін Кентрек Наталі Ерреман         | 3–6, 3–6      |
| Поразка   | 2.   | 17 жовтня 1988    | Азорські острови, Португалія  | Тверде   | Александра Ніпел        | Гелена Дальстрем Анне Аалонен        | 3–6, 3–6      |
| Поразка   | 3.   | 27 лютого 1989    | Яффа, Ізраїль                 | Тверде   | Сильвія Чопек           | Маріанне ван дер Торре Кароліна Віс  | 6–3, 1–6, 3–6 |
| Поразка   | 4.   | 7 травня 1989     | Борнмут, Велика Британія      | Ґрунт    | Андреа Носай            | Катаріна Бернстейн Фадеріка Аумульєр | 0–6, 6–4, 2–6 |
| Поразка   | 5.   | 21 січня 1990     | Джакарта, Індонезія           | Тверде   | Александра Ніпел        | Яюк Басукі Сузанна Вібово            | w/o           |
| Перемога  | 1.   | 29 квітня 1991    | Бейзінгстоук, Велика Британія | Тверде   | Леслі О'Галлоран        | Вірджинія Гамфріс-Девіс Валда Лейк   | 7–5, 3–6, 6–4 |
| Перемога  | 2.   | 21 липня 1991     | Фрінтон, Велика Британія      | Трава    | Вірджинія Гамфріс-Девіс | Елісон Сміт Кейті Рікетт             | 6–3, 6–1      |
| Перемога  | 3.   | 24 листопада 1991 | Бенін-Сіті, Нігерія           | Тверде   | Вірджинія Гамфріс-Девіс | Аманда Еванс Аурора Джима            | 1–6, 6–4, 6–4 |
| Перемога  | 4.   | 19 липня 1992     | Фрінтон, Велика Британія      | Трава    | Деніелл Томас           | Робін Модслі Елізма Нортьє           | 6–2, 4–6, 7–6 |